# Liste der denkmalgeschützten Objekte in Dešenice
Grundlage dieser Liste der denkmalgeschützten Objekte in Dešenice ist die ÚSKP-Liste (Ústřední seznam kulturních památek České republiky, deutsch Zentrale Liste der Kulturdenkmäler der Tschechischen Republik), die von der tschechischen Denkmalschutzbehörde NPÚ (Národní památkový ústav, deutsch Nationale Denkmalbehörde) seit 1987 geführt wird und an die seit dem Jahr 1850 geschaffenen Listen anschließt.

## Denkmalgeschützte Objekte nach Ortsteilen

### Dešenice
| Lage                            | Objekt              | Beschreibung | ÚSKP-Nr.                  | Bild           |
| ------------------------------- | ------------------- | --- | ------------------------- | -------------- |
| Dešenice (Standort)             | St.-Nikolaus-Kirche | Gut erhaltene ursprünglich gotische Kirche mit interessantem Grundriss, die im Barock erheblich umgebaut und erweitert wurde. | 34811/4-2835 Info Katalog | weitere Bilder |
| Dešenice, Dešenice 1 (Standort) | Festung             | Der Komplex entstand durch eine komplizierte bauliche Entwicklung aus der ursprünglichen gotischen Festung, die in der Renaissance und im Barock umgebaut und in der zweiten Hälfte des 19. Jahrhunderts zu einer Brauerei umgebaut wurde. Festung mit kleinem Innenhof, an den Fassaden Reste von Renaissance-Sgraffitodekoration. | 19238/4-2834 Info Katalog | weitere Bilder |

### Datelov
| Lage                          | Objekt     | Beschreibung | ÚSKP-Nr.                  | Bild       |
| ----------------------------- | ---------- | --- | ------------------------- | ---------- |
| Datelov, Datelov 1 (Standort) | Haus Nr. 1 | Fachwerkhaus im Erdgeschoss mit vorspringender Fassade und halbhohem Dach über der Veranda. Böhmerwaldhaus mit erhaltener schwarzer Küche. | 20687/4-2832 Info Katalog | Haus Nr. 1 |

### Městiště
| Lage                            | Objekt      | Beschreibung | ÚSKP-Nr.                  | Bild           |
| ------------------------------- | ----------- | --- | ------------------------- | -------------- |
| Městiště, Městiště 5 (Standort) | Eisenhammer | Einzigartiges Eisenhüttengebäude mit Einfahrt und Abflussrinne. Zweigeschossiges Fachwerkhaus mit gemauertem Erdgeschoss und Resten der ursprünglichen technischen Ausstattung. Einzigartiger Zeuge der Volksarchitektur des 19. Jahrhunderts, betrieben bis 1975. | 34406/4-2833 Info Katalog | weitere Bilder |

### Oldřichovice
| Lage                    | Objekt            | Beschreibung | ÚSKP-Nr.                  | Bild           |
| ----------------------- | ----------------- | --- | ------------------------- | -------------- |
| Oldřichovice (Standort) | Kirche St. Isidor | Eine einschiffige Kirche mit einem Presbyterium, einer angrenzenden Sakristei und einem prismatischen Turm über der mit Schindeln gesäumten Westfassade. Spätbarocker Sakralbau aus dem Jahr 1805. An der Kirche befindet sich ein gusseisernes Gedenkkreuz mit einem Granitsockel aus dem Jahr 1846. | 24270/4-2831 Info Katalog | weitere Bilder |